# Matteo Rivolta
Matteo Rivolta (Milano, 16 novembre 1991) è un ex nuotatore italiano, campione mondiale in vasca corta nei 100 m farfalla e campione europeo nella staffetta 4x100 misti e primatista italiano nei 50 e nei 100 metri farfalla.
Nell'aprile 2012, agli assoluti di Riccione, ha realizzato il record italiano nei 100 m farfalla e il 2 agosto 2013, ai Campionati mondiali di Barcellona, lo ha migliorato ulteriormente con il tempo di 51"64. Nella stessa specialità, Rivolta ha migliorato per cinque volte consecutive il record italiano in vasca corta, portandolo attualmente ad un crono di 48"64.

## Palmarès
- Mondiali in vasca corta

Abu Dhabi 2021: oro nei 100m farfalla e nella 4x100m misti, bronzo nei 50m farfalla e nella 4x50m misti.
Melbourne 2022: oro nella 4x50m misti e bronzo nella 4x100m misti.
- Europei

Debrecen 2012: oro nella 4x100m misti e bronzo nei 100m farfalla.
Roma 2022: oro nella 4x100m misti.
- Europei in vasca corta

Netanya 2015: oro nella 4x50m misti e argento nei 100m farfalla.
Copenaghen 2017: oro nei 100m farfalla.
Kazan 2021: argento nei 50m farfalla e nella 4x50m misti mista.
Otopeni 2023: oro nella 4x50m misti mista.
- Giochi del Mediterraneo

Mersin 2013: argento nei 100m farfalla.
Tarragona 2018: argento nei 100m farfalla.
Orano 2022: oro nei 100m farfalla e nella 4x100m mista, argento nei 50m farfalla.

### Campionati italiani
| Anno | Edizione    | farfalla 100 m |
| ---- | ----------- | -------------- |
| 2021 | Primaverili | 1              |

## International Swimming League
| Stagione 2019   | Stagione 2020   | Stagione 2021   |
| --------------- | --------------- | --------------- |
| Aqua Centurions | Aqua Centurions | Aqua Centurions |